# Nekrolog 1. Quartal 1917
Nekrolog
◄◄
| ◄
| 1913
| 1914
| 1915
| 1916
| 1917 | 1918 | 1919 | 1920 | 1921 | ► | ►►
1. Quartal |
2. Quartal |
3. Quartal |
4. Quartal 1917
Weitere Ereignisse | Allgemeiner Nekrolog 1917
Die Beschreibung der verstorbenen Person sollte so kurz wie möglich gehalten sein und nur deren signifikante Tätigkeit(en) enthalten.
Neue Namen ggf. auch unter dem Geburts- und Sterbedatum, also etwa unter 1. Januar und im Geburts- und Sterbejahr (2024) eintragen (nur bei entsprechender großer Wichtigkeit). Für Beispiele siehe die schon vorhandenen Artikel.
Außerdem über die fünf zuletzt Verstorbenen, zu denen es einen ausreichend guten Artikel für eine Präsentation auf der Hauptseite gibt, nach der todesbedingten Überarbeitung der Artikel ggf. auch unter Wikipedia Diskussion:Hauptseite informieren und sie am besten auch in den anderen Wikipedia-Sprachversionen eintragen. Tipp: Regelmäßig bei news.google.de nach „ist tot“, „gestorben“ oder „verstorben“ suchen.
Wenn eine Person gestorben ist, gibt es viele Seiten zu dieser Person in der Wikipedia, die davon auch betroffen sind und entsprechend aktualisiert werden müssen. Beispiele: Namenübersichtsseite, Geburtsjahr, Geburtsort-Seiten und viele mehr.
Wie finde ich die betroffenen Seiten?
Im Suchfeld auf der linken Seite gibt man den Suchbegriff so ein: „Vorname Nachname“. Dann klickt man auf Volltext und alle Seiten mit entsprechendem Suchtext werden aufgerufen. Hier sieht man dann schnell, wo auch das Todesjahr Sinn macht oder sogar ein Teil des Artikels angepasst werden muss. Auch hilft das „Werkzeug“ auf der linken Seite sehr gut, um solche Seiten aufzufinden: „Links auf diese Seite“. Somit ist die Wikipedia wieder aktuell in allen Bereichen! Hinweis: bei Eintragung der Kategorie „Gestorben JAHR“ wird der Missbrauchsfilter 49 ausgelöst, was jedoch nicht schlimm ist. Siehe: Spezial:Missbrauchsfilter/49
Dies ist eine Liste von im ersten Quartal 1917 verstorbenen bekannten Persönlichkeiten. Die Einträge erfolgen innerhalb der einzelnen Daten alphabetisch sortiert. Tiere sind im Nekrolog für Tiere zu finden.

## Januar
| Tag        | Name                                  | Beruf, bekannt als                                                                                               | Alter | Beleg |
| ---------- | ------------------------------------- | --- | ----- | ----- |
| 1. Januar  | Agnes Dean Abbatt                     | US-amerikanische Malerin                                                                                         | 69    |       |
| 1. Januar  | Dominique Antoine                     | deutscher Tierarzt und Politiker, MdR                                                                            | 71    |       |
| 1. Januar  | Gustav Brauer                         | deutscher Unternehmer und Politiker, MdR                                                                         | 86    |       |
| 1. Januar  | Katharina von Grünewaldt              | deutsch-baltische Schriftstellerin und Diakonisse                                                                | 50    |       |
| 1. Januar  | Matthew Maguire                       | US-amerikanischer Gewerkschafter und Politiker                                                                   | 66    |       |
| 1. Januar  | Adolf Odkolek von Újezd               | österreichischer Waffentechniker und Offizier                                                                    | 62    |       |
| 1. Januar  | Konstantin von Schachtmeyer           | preußischer Generalmajor                                                                                         | 90    |       |
| 1. Januar  | Schiblī Schumayyil                    | Arzt und Intellektueller im Osmanischen Reich                                                                    |       |       |
| 1. Januar  | August Thiersch                       | deutscher Architekt und Hochschullehrer                                                                          | 73    |       |
| 1. Januar  | Josef Zirnbauer                       | deutscher Lederfabrikant und Lokalpolitiker                                                                      | 82    |       |
| 2. Januar  | Léon Flameng                          | französischer Radrennfahrer                                                                                      | 39    |       |
| 2. Januar  | Karl Wilhelm Heinrich von Kleist      | preußischer General der Kavallerie                                                                               | 80    |       |
| 2. Januar  | Seweryn Obst                          | polnischer Maler und Ethnograph                                                                                  | 69    |       |
| 2. Januar  | Peter Joseph Osterhaus                | General der Nordstaaten im Sezessionskrieg, 1848er-Revolutionär                                                  | 93    |       |
| 2. Januar  | Edmond Townsend                       | englischer Generalarzt                                                                                           | 71    |       |
| 2. Januar  | Edward B. Tylor                       | britischer Anthropologe                                                                                          | 84    |       |
| 2. Januar  | Eugen Ulmer                           | deutscher Verleger und Buchhändler                                                                               | 79    |       |
| 2. Januar  | Ernst Bernhard Vitzthum von Eckstädt  | königlich-sächsischer Offizier                                                                                   | 85    |       |
| 3. Januar  | Richard Schröder                      | deutscher Rechtswissenschaftler und Rechtshistoriker                                                             | 78    |       |
| 4. Januar  | Auguste Chauveau                      | französischer Tierarzt, Mikrobiologe und Physiologe                                                              | 89    |       |
| 4. Januar  | Oscar Döring                          | deutsch-argentinischer Mathematiker und Agrarmeteorologe, Gründer der Argentinischen Akademie der Wissenschaften | 72    |       |
| 4. Januar  | Joseph A. Fowler                      | kanadischer Organist, Pianist, Chorleiter, Komponist und Musikpädagoge                                           | 71    |       |
| 4. Januar  | Carl Ludwig Jessen                    | nordfriesischer Maler des Naturalismus                                                                           | 83    |       |
| 4. Januar  | Hermann Martin                        | französischer Sportschütze                                                                                       | 47    |       |
| 4. Januar  | Frederick Courteney Selous            | englischer Großwildjäger und Offizier                                                                            | 65    |       |
| 5. Januar  | Otto Back                             | deutscher Bürgermeister, Landrat und Landtagsabgeordneter                                                        | 82    |       |
| 5. Januar  | Emil Gerhäuser                        | deutscher Opernsänger (Tenor) und Regisseur                                                                      | 48    |       |
| 5. Januar  | Hans von Meding                       | deutscher Gutspächter und Politiker (DHP), MdR                                                                   | 48    |       |
| 5. Januar  | Wilhelm Wegehaupt                     | deutscher Klassischer Philologe und Gymnasialdirektor                                                            | 71    |       |
| 6. Januar  | Carl Leonhard Becker                  | deutscher Maler und Kupferstecher                                                                                | 73    |       |
| 6. Januar  | Frederick William Borden              | Politiker der Liberalen Partei Kanadas                                                                           | 69    |       |
| 6. Januar  | Konrad Gesterding                     | deutscher Richter und Verwaltungsjurist in der Provinz Pommern                                                   | 68    |       |
| 6. Januar  | Josef Ludl                            | österreichischer Schauspieler und Operettensänger                                                                | 48    |       |
| 6. Januar  | Hendrik Peter Godfried Quack          | niederländischer Historiker und Ökonom                                                                           | 82    |       |
| 7. Januar  | Carl Thomass                          | Juwelier und Unternehmer im München der Gründerzeit                                                              | 92    |       |
| 8. Januar  | Hans Borchardt                        | deutscher Maler                                                                                                  | 51    |       |
| 8. Januar  | August Cepl                           | österreichischer Kunstschlosser und Bergsteiger                                                                  | 58    |       |
| 8. Januar  | Albrecht Kurzwelly                    | deutscher Kunsthistoriker und Volkskundler                                                                       | 48    |       |
| 8. Januar  | Mary McElroy                          | US-amerikanische First Lady (1881–1885)                                                                          | 75    |       |
| 8. Januar  | Rudolph von Roman                     | Regierungspräsident von Oberfranken und Ehrenbürger von Bayreuth                                                 | 80    |       |
| 8. Januar  | Willmar Schwabe                       | Homöopath, Apotheker, Buchautor und Firmengründer                                                                | 77    |       |
| 8. Januar  | Maximilian von Schwartzkoppen         | preußischer Offizier, zuletzt General der Infanterie sowie Militärattaché                                        | 66    |       |
| 9. Januar  | Georg Christoph Mehrtens              | deutscher Bauingenieur und Hochschullehrer                                                                       | 73    |       |
| 9. Januar  | Herman Stump                          | US-amerikanischer Politiker                                                                                      | 79    |       |
| 9. Januar  | Heinrich Witte                        | holländischer botanischer Gärtner                                                                                | 87    |       |
| 10. Januar | Buffalo Bill                          | US-amerikanischer Bisonjäger und einer der Begründer des modernen Showbusiness                                   | 70    |       |
| 10. Januar | Josiah Abigail Patterson Campbell     | US-amerikanischer Politiker                                                                                      | 86    |       |
| 10. Januar | Maria da Cunha                        | portugiesische Journalistin und Dichterin                                                                        | 44    |       |
| 10. Januar | Martha Fontane                        | Tochter Theodor Fontanes, Vorbild mehrerer Romanfiguren                                                          | 56    |       |
| 10. Januar | Jean Gougoltz                         | Schweizer Radrennfahrer                                                                                          | 41    |       |
| 10. Januar | Viktor Madarász                       | ungarischer romantischer Maler                                                                                   | 86    |       |
| 10. Januar | Georg Volkens                         | deutscher Botaniker                                                                                              | 61    |       |
| 11. Januar | Alexander von Benckendorff            | russischer Botschafter                                                                                           | 67    |       |
| 11. Januar | Adolf Birch-Hirschfeld                | deutscher Romanist, Mediävist und Literaturwissenschaftler                                                       | 67    |       |
| 11. Januar | Charles N. Brumm                      | US-amerikanischer Politiker                                                                                      | 78    |       |
| 11. Januar | Hans Chemin-Petit der Ältere          | deutscher Komponist                                                                                              | 52    |       |
| 11. Januar | Wayne MacVeagh                        | US-amerikanischer Jurist und Politiker                                                                           | 83    |       |
| 12. Januar | George Baillie-Hamilton, Lord Binning | britischer Offizier und Adliger                                                                                  | 60    |       |
| 12. Januar | Heinrich Fricke                       | deutscher Maler und Architekt                                                                                    | 56    |       |
| 13. Januar | Johannes von Francken-Sierstorpff     | deutscher Rittergutsbesitzer und Hofbeamter                                                                      | 58    |       |
| 13. Januar | Nikolai Alexandrowitsch Iossa         | russischer Bergbauingenieur, Metallurg und Hochschullehrer                                                       | 71    |       |
| 13. Januar | Albert Niemann                        | deutscher Opernsänger (Tenor) und Wagner-Interpret                                                               | 85    |       |
| 13. Januar | Anton Rehmann                         | polnisch-österreichischer Geograph, Geomorphologe, Botaniker und Forschungsreisender                             | 76    |       |
| 13. Januar | Adolf Schmid von Schmidsfelden        | österreichischer Industrieller                                                                                   | 57    |       |
| 13. Januar | Maurice Tourneux                      | französischer Biograph, Historiker, Autor und Verleger                                                           | 67    |       |
| 14. Januar | Carl Börger                           | deutscher Orgelbauer                                                                                             | 70    |       |
| 14. Januar | Johann Grill                          | deutscher Bergsteiger und Bergführer                                                                             | 81    |       |
| 14. Januar | Henry Whitehead Moss                  | englischer Schuldirektor                                                                                         | 75    |       |
| 14. Januar | Elisha Hunt Rhodes                    | Unionssoldat im Amerikanischen Sezessionskrieg                                                                   | 74    |       |
| 14. Januar | Ernst Wagner                          | deutscher Verwaltungsjurist, Landrat und Abgeordneter                                                            | 56    |       |
| 15. Januar | Albert Ernst                          | deutscher Pädagoge und Politiker, MdR                                                                            | 69    |       |
| 15. Januar | José Manuel Jiménez Berroa            | kubanischer Pianist                                                                                              | 61    |       |
| 15. Januar | Alfredo Lobos                         | chilenischer Maler                                                                                               |       |       |
| 15. Januar | William De Morgan                     | britischer Künstler                                                                                              | 77    |       |
| 15. Januar | Wolfgang Friedrich von Mülinen        | Schweizer Historiker und Hochschullehrer                                                                         | 53    |       |
| 15. Januar | Ben Warren                            | englischer Fußballspieler                                                                                        | 37    |       |
| 16. Januar | George Dewey                          | US-amerikanischer Admiral                                                                                        | 79    |       |
| 16. Januar | Addison G. Foster                     | US-amerikanischer Politiker                                                                                      | 79    |       |
| 16. Januar | August Pfaltz                         | deutscher Maler                                                                                                  | 57    |       |
| 16. Januar | Bernhard von Welczeck                 | deutscher Diplomat und Politiker                                                                                 | 72    |       |
| 17. Januar | Archibald Matthias Dunn               | britischer Architekt                                                                                             |       |       |
| 17. Januar | Viktor Gluth                          | deutscher Komponist und Musikpädagoge                                                                            | 64    |       |
| 17. Januar | Lionel Allen Sheldon                  | US-amerikanischer Politiker                                                                                      | 88    |       |
| 17. Januar | Alfred Skene                          | österreichischer Politiker                                                                                       | 67    |       |
| 18. Januar | Victor Bruce, 9. Earl of Elgin        | britischer Politiker (Liberaler)                                                                                 | 67    |       |
| 18. Januar | Karl Fuhr                             | deutscher Klassischer Philologe und Gymnasiallehrer                                                              | 63    |       |
| 18. Januar | Bruno Hohlfeld                        | deutscher akademischer Porträtmaler                                                                              | 54    |       |
| 18. Januar | Andrew Murray                         | südafrikanischer Pfarrer und Schriftsteller                                                                      | 88    |       |
| 18. Januar | Bernhard Schmidt                      | deutscher klassischer Philologe und Hochschullehrer                                                              | 79    |       |
| 19. Januar | Richard Liebreich                     | Begründer der Augenheilkunde in Deutschland                                                                      | 86    |       |
| 19. Januar | Léonce Vaÿsse                         | französischer Maler                                                                                              | 73    |       |
| 20. Januar | Amédée Bollée                         | französischer Glockengießer und Automobilpionier                                                                 | 73    |       |
| 20. Januar | Avshalom Feinberg                     | Anführer des jüdisch-zionistischen Spionagerings NILI                                                            | 27    |       |
| 20. Januar | Alejandro Ferrant y Fischermans       | spanischer Maler                                                                                                 | 73    |       |
| 20. Januar | Arthur Kurtz                          | österreichischer Porträtmaler                                                                                    | 56    |       |
| 20. Januar | August Metzger                        | deutscher Forstzoologe und Hochschullehrer                                                                       | 84    |       |
| 20. Januar | Alfred Naumann                        | deutscher Fotograf und Gemeindeältester                                                                          |       |       |
| 20. Januar | Kleon Rangavis                        | griechischer Diplomat                                                                                            | 74    |       |
| 21. Januar | August Brandt                         | deutscher Theologe                                                                                               | 50    |       |
| 21. Januar | Carl Hocheder                         | deutscher Architekt, Baubeamter und Hochschullehrer                                                              | 62    |       |
| 21. Januar | Joseph Klinkenberg                    | deutscher Gymnasiallehrer und Historiker                                                                         | 59    |       |
| 21. Januar | Jakob Knudsen                         | dänischer Schriftsteller und Geistlicher                                                                         | 58    |       |
| 22. Januar | Emma Miller                           | britisch-australische Suffragette                                                                                | 77    |       |
| 22. Januar | Bérenger Saunière                     | französischer katholischer Pfarrer                                                                               | 64    |       |
| 22. Januar | Max Standfuß                          | Theologe, Naturwissenschaftler und Hochschullehrer                                                               | 62    |       |
| 23. Januar | Heinrich von Abel                     | deutscher Jurist und Politiker                                                                                   | 91    |       |
| 23. Januar | Joseph Benton Donley                  | US-amerikanischer Politiker                                                                                      | 78    |       |
| 23. Januar | Ijichi Kōsuke                         | Generalleutnant der kaiserlich japanischen Armee                                                                 | 62    |       |
| 23. Januar | Hans Imelmann                         | deutscher Jagdflieger im Ersten Weltkrieg                                                                        | 19    |       |
| 23. Januar | Jesko von Puttkamer                   | deutscher Kolonialbeamter und Gouverneur von Kamerun                                                             | 61    |       |
| 23. Januar | Max Schultz                           | deutscher Marineoffizier                                                                                         | 42    |       |
| 23. Januar | Emil Zschimmer                        | deutscher Maler und Pädagoge                                                                                     | 74    |       |
| 24. Januar | Valentin Pogatschnigg                 | österreichischer Jurist und Volkskundler                                                                         | 76    |       |
| 24. Januar | Jakob Schlenger                       | Landtagsabgeordneter Großherzogtum Hessen                                                                        | 86    |       |
| 24. Januar | Hermann Schubert                      | deutscher Bildhauer                                                                                              | 85    |       |
| 25. Januar | Walter Holtzapfel                     | deutscher Korvettenkapitän                                                                                       | 38    |       |
| 25. Januar | Alphonse Levy                         | deutsch-jüdischer Publizist                                                                                      | 78    |       |
| 25. Januar | William Northcott                     | US-amerikanischer Politiker                                                                                      | 62    |       |
| 25. Januar | William H. Yale                       | US-amerikanischer Politiker                                                                                      | 85    |       |
| 26. Januar | David E. Finley                       | US-amerikanischer Politiker                                                                                      | 55    |       |
| 26. Januar | Max von Haken                         | deutscher Kapellmeister und Musiklehrer                                                                          | 53    |       |
| 26. Januar | Josef Lukas                           | österreichischer Pädagoge                                                                                        | 81    |       |
| 27. Januar | Wilhelm Dörwald                       | deutscher Opernsänger (Bariton)                                                                                  | 57    |       |
| 27. Januar | Petro Lewtschenko                     | ukrainischer Maler                                                                                               | 60    |       |
| 27. Januar | Ernst Sars                            | norwegischer Historiker                                                                                          | 81    |       |
| 27. Januar | Moses Samuel Zuckermandel             | mährisch-deutscher Rabbiner und Talmudist                                                                        | 80    |       |
| 28. Januar | Julius Menzer                         | deutscher Weingroßhändler, griechischer Konsul in Mannheim und Politiker, MdR                                    | 71    |       |
| 28. Januar | Franz Pfordte                         | deutscher Meisterkoch                                                                                            | 77    |       |
| 28. Januar | Justinas Bonaventūra Pranaitis        | litauischer römisch-katholischer Priester und Antisemit                                                          | 55    |       |
| 29. Januar | Evelyn Baring, 1. Earl of Cromer      | britischer Diplomat                                                                                              | 75    |       |
| 29. Januar | Angelo Della Cioppa                   | italienischer Geistlicher                                                                                        | 76    |       |
| 29. Januar | Olga von Lützerode                    | deutsche Krankenhausgründerin und -leiterin                                                                      | 80    |       |
| 29. Januar | Otto Heinrich Vitzthum von Eckstädt   | königlich-sächsischer Wirklicher Geheimer Rat und Hauptmann                                                      | 87    |       |
| 30. Januar | Leopold von Freystedt                 | badischer Kammerherr und Hofmarschall                                                                            | 76    |       |
| 30. Januar | Otto Gebler                           | deutscher Maler                                                                                                  | 78    |       |
| 30. Januar | John McDonald                         | irisch-amerikanischer Politiker                                                                                  | 79    |       |
| 30. Januar | Adolf Schmidt                         | deutscher Geologe, Metallurg sowie Hochschullehrer                                                               | 80    |       |
| 30. Januar | Mutien-Marie Wiaux                    | belgischer Ordensmann                                                                                            | 75    |       |
| 31. Januar | Arthur Beier                          | deutscher Fußballspieler (FC Phönix Karlsruhe)                                                                   | 36    |       |
| 31. Januar | Otto Finsch                           | deutscher Forschungsreisender                                                                                    | 77    |       |
| 31. Januar | Otto Thümer                           | deutscher Tonkünstler                                                                                            | 68    |       |

## Februar
| Tag         | Name                                       | Beruf, bekannt als                                                                                        | Alter | Beleg |
| ----------- | ------------------------------------------ | --- | ----- | ----- |
| 1. Februar  | Walter Eichelkraut                         | deutscher Baumeister und Bauunternehmer                                                                   | 42    |       |
| 1. Februar  | Erich von Reden                            | deutscher Rittergutsbesitzer, Jurist und Politiker (NLP), MdR                                             | 76    |       |
| 1. Februar  | Gustav Schönleber                          | deutscher Maler                                                                                           | 65    |       |
| 1. Februar  | Margarethe von Witzleben                   | Begründerin der Schwerhörigenbewegung in Deutschland                                                      | 63    |       |
| 2. Februar  | Sophie Beier                               | deutsche Schriftstellerin                                                                                 | 46    |       |
| 2. Februar  | Édouard Clarke                             | kanadischer Organist und Pianist                                                                          | 49    |       |
| 3. Februar  | Victor von Dittmann                        | deutsch-russischer katholisch-apostolischer Hirte mit dem Apostel und Engel                               | 74    |       |
| 3. Februar  | Samuel Wragg Ferguson                      | General der Konföderierten Staaten von Amerika im Amerikanischen Bürgerkrieg                              | 82    |       |
| 3. Februar  | Karl Emil Goldmann                         | deutscher Reichsgerichtsrat                                                                               | 68    |       |
| 3. Februar  | Robert Loewicke                            | deutscher Schriftsteller                                                                                  | 80    |       |
| 3. Februar  | Ulrich Meister junior                      | Schweizer Förster und Politiker                                                                           | 79    |       |
| 3. Februar  | Wilhelm von Oertzen                        | preußischer Offizier, zuletzt Generalleutnant                                                             | 73    |       |
| 3. Februar  | Rudolf Sperling                            | deutsch-österreichischer Schriftsteller und Dichter                                                       | 81    |       |
| 3. Februar  | Wilhelm August Stryowski                   | deutscher Maler in Danzig                                                                                 | 82    |       |
| 4. Februar  | Marie Hackfeld                             | deutsche Unternehmerin, Mäzenatin und Frauenrechtlerin                                                    | 87    |       |
| 4. Februar  | Karl Lindholm                              | russischer Segler                                                                                         | 56    |       |
| 4. Februar  | Frédéric de Rougemont der Jüngere          | Schweizer evangelischer Geistlicher und Entomologe                                                        | 78    |       |
| 5. Februar  | Édouard Drumont                            | französischer Antisemit                                                                                   | 72    |       |
| 5. Februar  | Friedrich Hahn                             | deutscher Geograph                                                                                        | 64    |       |
| 5. Februar  | Ludwig Psenner                             | österreichischer Politiker und Publizist                                                                  | 82    |       |
| 5. Februar  | Wilhelm von Staudt                         | bayerischer General der Infanterie                                                                        | 91    |       |
| 6. Februar  | Julius Bernstein                           | deutscher Physiologe                                                                                      | 77    |       |
| 6. Februar  | John R. Buck                               | US-amerikanischer Politiker                                                                               | 81    |       |
| 6. Februar  | Ernst Emil Horst                           | deutscher Politiker, MdL (Königreich Sachsen)                                                             | 73    |       |
| 6. Februar  | Max Ohnefalsch-Richter                     | deutscher Archäologe                                                                                      | 66    |       |
| 6. Februar  | Wilhelm Walther                            | deutscher Architekt                                                                                       | 59    |       |
| 6. Februar  | Michael D. White                           | US-amerikanischer Politiker                                                                               | 89    |       |
| 6. Februar  | Mandume yaNdemufayo                        | König der Uukwanyama                                                                                      |       |       |
| 7. Februar  | Joseph Halévy                              | französischer Orientalist und Afrikareisender                                                             | 89    |       |
| 7. Februar  | Josef Hirn                                 | österreichischer Historiker                                                                               | 68    |       |
| 7. Februar  | Andrea Malfatti                            | Trentiner Bildhauer                                                                                       | 84    |       |
| 7. Februar  | Henry P. Newman                            | deutscher Kaufmann und Kunstsammler                                                                       | 49    |       |
| 8. Februar  | Henry E. Burnham                           | US-amerikanischer Politiker                                                                               | 72    |       |
| 8. Februar  | Diomede Falconio                           | italienischer Geistlicher, Erzbischof und Kardinal der römisch-katholischen Kirche                        | 74    |       |
| 8. Februar  | Anton Haus                                 | österreich-ungarischer Großadmiral                                                                        | 65    |       |
| 9. Februar  | Anna Gebser                                | deutsche Lehrerin und Historikerin                                                                        | 60    |       |
| 9. Februar  | Louis Adolf Grossmann                      | Meteorologe                                                                                               | 61    |       |
| 9. Februar  | Károly Hornig                              | ungarischer Erzbischof von Veszprém und Kardinal                                                          | 76    |       |
| 9. Februar  | Siegmund Lieban                            | deutscher Opernsänger (Bariton)                                                                           | 53    |       |
| 9. Februar  | Otto Livonius                              | deutscher Vizeadmiral                                                                                     | 87    |       |
| 9. Februar  | Aurel Popovici                             | rumänischer Publizist und Politiker                                                                       | 53    |       |
| 9. Februar  | Eduard Silbermann                          | deutscher Jurist und erster deutscher Staatsanwalt mit jüdischer Abstammung                               | 65    |       |
| 10. Februar | Oswald Hesse                               | deutscher Chemiker                                                                                        | 81    |       |
| 10. Februar | Alfred Kaiser                              | Komponist und Textdichter                                                                                 | 44    |       |
| 10. Februar | Émile Pessard                              | französischer Komponist                                                                                   | 73    |       |
| 10. Februar | Rees G. Richards                           | US-amerikanischer Politiker                                                                               | 74    |       |
| 10. Februar | John William Waterhouse                    | britischer Maler des akademischen Realismus und der Präraffaeliten                                        | 67    |       |
| 11. Februar | Charlotte Lady Blennerhassett              | deutsche Schriftstellerin                                                                                 | 73    |       |
| 11. Februar | Oswaldo Cruz                               | brasilianischer Mediziner und Beamter                                                                     | 44    |       |
| 11. Februar | Eberhard zu Erbach-Erbach                  | Abgeordneter der Ersten Kammer der Landstände (Hessen)                                                    | 30    |       |
| 11. Februar | Henry Fitzalan-Howard, 15. Duke of Norfolk | britischer Adliger und Politiker                                                                          | 69    |       |
| 11. Februar | Bernhard Listemann                         | deutsch-amerikanischer Geiger und Musikpädagoge                                                           | 75    |       |
| 11. Februar | Carl Schütte                               | deutscher Kaufmann                                                                                        | 77    |       |
| 11. Februar | Armin Wegner                               | deutscher Architekt und preußischer Baubeamter                                                            | 66    |       |
| 12. Februar | Berthold von Bernstorff                    | deutscher Rittergutsbesitzer, MdR                                                                         | 75    |       |
| 12. Februar | Bernhard Kühn                              | Rektor der Königlichen Technischen Hochschule zu Berlin-Charlottenburg                                    | 78    |       |
| 12. Februar | Gustav von der Mülbe                       | preußischer Generalleutnant                                                                               | 85    |       |
| 12. Februar | Johann Pollak                              | deutscher Bildhauer, Holzschnitzer und Maler                                                              | 73    |       |
| 12. Februar | Paul Gustav Wislicenus                     | deutscher Historiker, Schriftsteller und Shakespeare-Forscher                                             | 70    |       |
| 13. Februar | Mounce Gore Butler                         | US-amerikanischer Politiker                                                                               | 67    |       |
| 13. Februar | Henry S. De Forest                         | US-amerikanischer Politiker                                                                               | 69    |       |
| 13. Februar | Ludwig Roland-Lücke                        | deutscher Bankier, Vorstand der Deutschen Bank und Politiker (NLP), MdR                                   | 61    |       |
| 13. Februar | Marianne Strobl                            | österreichische Fotografin                                                                                | 51    |       |
| 13. Februar | Jakob Johann von Weyrauch                  | deutscher Mathematiker, Ingenieur und Hochschullehrer                                                     | 71    |       |
| 14. Februar | Robert Abendroth                           | deutscher Kustos, Bibliothekar und Archivar                                                               | 74    |       |
| 15. Februar | Oswald Berkhan                             | deutscher Mediziner                                                                                       | 82    |       |
| 15. Februar | Otto Brückwald                             | deutscher Architekt                                                                                       | 75    |       |
| 15. Februar | Alexander Lawrie                           | US-amerikanischer Landschaftsmaler und Porträtmaler der Düsseldorfer Schule und der Hudson River School   | 88    |       |
| 15. Februar | Jessie Methven                             | schottisch-britische Suffragette                                                                          |       |       |
| 15. Februar | Botho von Schwerin                         | Elektrochemiker                                                                                           | 50    |       |
| 16. Februar | Viktor von Alten                           | preußischer Verwaltungsbeamter und Landrat                                                                | 62    |       |
| 16. Februar | Karl von Buchka                            | deutscher Chemiker, Hochschullehrer und Wirklicher Geheimer Oberregierungsrat                             | 60    |       |
| 16. Februar | Hans Gutermuth                             | deutscher Segelflugpionier                                                                                | 23    |       |
| 16. Februar | George Edward Massee                       | britischer Botaniker und Mykologe                                                                         | 71    |       |
| 16. Februar | Ludwig Mayer                               | österreichischer Maler                                                                                    | 82    |       |
| 16. Februar | Octave Mirbeau                             | französischer Journalist, Kunstkritiker und Romanautor                                                    | 69    |       |
| 17. Februar | Edmund Bishop                              | englischer Liturgiewissenschaftler                                                                        | 70    |       |
| 17. Februar | Émile Auguste Carolus-Duran                | französischer Maler                                                                                       | 79    |       |
| 17. Februar | Johann Rudolf Geigy-Merian                 | Schweizer Farbwaren- und Drogenfabrikant                                                                  | 86    |       |
| 17. Februar | Herman Lundström                           | schwedischer Theologe und Kirchenhistoriker                                                               | 58    |       |
| 17. Februar | Axel Olrik                                 | dänischer Folklorist, Philologe und Volkskundler                                                          | 52    |       |
| 17. Februar | Corydon Palmer                             | amerikanischer Zahnarzt und Erfinder                                                                      | 97    |       |
| 17. Februar | Jakob Riedinger                            | Orthopäde und Professor für orthopädische Chirurgie an der Universität Würzburg                           | 55    |       |
| 17. Februar | Josef Riehl                                | österreichischer Bauingenieur und Bauunternehmer                                                          | 74    |       |
| 18. Februar | Ezequiel Cabeza de Baca                    | US-amerikanischer Politiker                                                                               | 52    |       |
| 18. Februar | Theodor Schlumberger                       | deutscher Textilfabrikant und Politiker (NLP), MdR                                                        | 76    |       |
| 19. Februar | Eugen von Ekesparre                        | deutsch-baltischer Offizier und Eisenbahningenieur in russischen Diensten                                 | 71    |       |
| 19. Februar | Frederick N. Funston                       | US-amerikanischer Generalmajor                                                                            | 51    |       |
| 19. Februar | Ernesto Herrera                            | uruguayischer Dramatiker                                                                                  | 27    |       |
| 19. Februar | Rudolf Hofmann                             | deutscher Theologe                                                                                        | 92    |       |
| 19. Februar | Anton Waldvogel                            | österreichischer Techniker und Verkehrsplaner                                                             | 70    |       |
| 20. Februar | Carl Büsch                                 | deutscher Goldschmied, Hofjuwelier und Ordenshersteller                                                   | 90    |       |
| 20. Februar | Friedrich Hauser                           | deutscher klassischer Archäologe                                                                          |       |       |
| 21. Februar | Franz Mach                                 | böhmisch-österreichischer Schriftsteller und Synodalrat der altkatholischen Kirche in Österreich          | 71    |       |
| 21. Februar | Ernst Schmitz                              | deutscher Genre- und Porträtmaler                                                                         | 57    |       |
| 21. Februar | Heinrich Timm                              | deutscher Flugzeugkonstrukteur                                                                            | 31    |       |
| 22. Februar | Charles Vigurs                             | britischer Turner                                                                                         | 28    |       |
| 22. Februar | Wilhelm Winternitz                         | österreichischer Arzt und Balneologe                                                                      | 82    |       |
| 23. Februar | Heinrich Barfod                            | deutscher Lehrer, Naturwissenschaftler und Schriftleiter                                                  | 46    |       |
| 23. Februar | Robert Billeter                            | Schweizer Politiker (FDP)                                                                                 | 59    |       |
| 23. Februar | Gaston Darboux                             | französischer Mathematiker                                                                                | 74    |       |
| 23. Februar | Otto Eybner                                | österreichischer Politiker                                                                                | 61    |       |
| 23. Februar | Sami Hochberg                              | russischer zionistischer Publizist, Diplomat und deutscher Geheimagent                                    |       |       |
| 23. Februar | Hermann Rentzsch                           | deutscher industrieller Verbandsvertreter und Politiker (NLP), MdR                                        | 84    |       |
| 23. Februar | Heinrich Ritter                            | deutscher Verleger                                                                                        |       |       |
| 23. Februar | Christian Spielmann                        | deutscher Historiker, Archivar und Schriftsteller                                                         | 55    |       |
| 23. Februar | Anton de Waal                              | deutscher katholischer Theologe, Kirchenhistoriker, christlicher Archäologe und Wissenschaftsorganisator  | 79    |       |
| 24. Februar | Nicola Marschall                           | deutsch-amerikanischer Künstler                                                                           | 87    |       |
| 24. Februar | Frédéric Mascle                            | französischer Politiker und Beamter                                                                       | 64    |       |
| 24. Februar | Hans von Rebenburg                         | österreichischer Unternehmer                                                                              | 82    |       |
| 25. Februar | Alexei Dmitrijewitsch Butowski             | russischer General, Militärpädagoge und Gründungsmitglied des Internationalen Olympischen Komitees (IOC)  | 78    |       |
| 25. Februar | Camill Heller                              | österreichischer Zoologe                                                                                  | 93    |       |
| 25. Februar | Erwin Hildt                                | deutscher Landwirt, Förderer der Stadt Weinsberg und der Erhaltung des kulturellen Erbes Justinus Kerners | 65    |       |
| 25. Februar | Eduard Sonne                               | deutscher Bauingenieur und Hochschullehrer                                                                | 88    |       |
| 26. Februar | Otto Beständig                             | deutscher Dirigent und Komponist                                                                          | 82    |       |
| 26. Februar | Joseph Jules Dejerine                      | französischer Neurologe                                                                                   | 67    |       |
| 26. Februar | Joseph Jiel-Laval                          | französischer Radrennfahrer                                                                               | 61    |       |
| 26. Februar | Robert Stiassny                            | österreichischer Kunsthistoriker                                                                          | 54    |       |
| 26. Februar | Thorsten Waenerberg                        | finnischer Landschafts- und Marinemaler                                                                   | 70    |       |
| 28. Februar | Sebastian Mutzl                            | deutscher katholischer Priester, Kunstsammler und Künstler                                                | 85    |       |
| 28. Februar | Ernst von Sommerfeld                       | preußischer Generalmajor                                                                                  | 66    |       |

## März
| Tag      | Name                                    | Beruf, bekannt als                                                                                             | Alter | Beleg |
| -------- | --------------------------------------- | --- | ----- | ----- |
| 1. März  | Clarence Buckman                        | US-amerikanischer Politiker                                                                                    | 65    |       |
| 1. März  | Gerardus Antonius van Hamel             | niederländischer Strafrechtler und liberaler Politiker                                                         | 75    |       |
| 1. März  | Jaro Pawel                              | österreichischer Turnpädagoge und Germanist                                                                    | 66    |       |
| 1. März  | Edmund Porges                           | österreichischer Herausgeber und Filmpublizist                                                                 | 44    |       |
| 1. März  | August Rauber                           | deutscher Anatom                                                                                               | 75    |       |
| 2. März  | Nikolai von Bünting                     | russischer Gouverneur                                                                                          | 55    |       |
| 2. März  | Henry Cockayne-Cust                     | britischer Journalist und Politiker, Mitglied des House of Commons                                             | 55    |       |
| 2. März  | Michael F. Conry                        | US-amerikanischer Politiker                                                                                    | 46    |       |
| 3. März  | Johann Lerzer                           | deutscher Landwirt, Bürgermeister und Politiker (Zentrum), MdR                                                 | 83    |       |
| 3. März  | Hermine Villinger                       | deutsche Schriftstellerin                                                                                      | 68    |       |
| 4. März  | Eugen Bormann                           | deutscher Althistoriker und Epigraphiker                                                                       | 74    |       |
| 4. März  | Julius Adolf Martin Schuppmann          | deutscher Organist, Chordirigent, Komponist                                                                    | 35    |       |
| 4. März  | Heinrich Sturm                          | deutscher Politiker, Oberbürgermeister von Chemnitz (1908–1917)                                                | 56    |       |
| 5. März  | Manuel José de Arriaga                  | portugiesischer Politiker                                                                                      | 76    |       |
| 5. März  | Carl Billotte                           | deutscher Photograph                                                                                           | 80    |       |
| 5. März  | Ewald Richard Klien                     | deutscher Eisenbahningenieur                                                                                   | 75    |       |
| 5. März  | Ferdinand Philipp                       | deutscher Rechtsanwalt und Politiker                                                                           | 82    |       |
| 5. März  | Frieda Zerny                            | deutsche Sängerin (Mezzosopran)                                                                                | 52    |       |
| 6. März  | Ernst Wilhelm Benecke                   | deutscher Geologe und Päläontologe                                                                             | 78    |       |
| 6. März  | Lorentz Dietrichson                     | norwegischer Kunst- und Literaturhistoriker sowie Dichter                                                      | 83    |       |
| 6. März  | Hans von Ditfurth                       | deutscher Verwaltungsbeamter und Rittergutsbesitzer                                                            | 55    |       |
| 6. März  | Valdemar Psilander                      | dänischer Schauspieler                                                                                         | 32    |       |
| 6. März  | Wilhelm Schulthess                      | Schweizer Internist und Pädiater                                                                               | 61    |       |
| 6. März  | Friedrich Sigmundt                      | österreichischer Architekt                                                                                     |       |       |
| 6. März  | Ludwig Stutz                            | deutscher Genre- und Stilllebenmaler sowie Karikaturist                                                        | 51    |       |
| 6. März  | Jules Vandenpeereboom                   | belgischer Politiker und Premierminister                                                                       | 73    |       |
| 7. März  | Eugen von Aichelburg                    | österreichischer Politiker                                                                                     | 64    |       |
| 7. März  | Peder Skau                              | schleswigscher Politiker                                                                                       | 91    |       |
| 8. März  | Kristian Pedersen                       | dänischer Turner                                                                                               | 38    |       |
| 8. März  | Eduardo Pondal                          | galicischer Dichter                                                                                            | 82    |       |
| 8. März  | Ferdinand von Zeppelin                  | deutscher General der Kavallerie und Luftschiffkonstrukteur                                                    | 78    |       |
| 9. März  | Agnes Sime Baxter                       | kanadische Mathematikerin                                                                                      | 46    |       |
| 9. März  | Friedrich Fiedler                       | Übersetzer, Pädagoge und Gründer eines privaten Literaturmuseums                                               | 57    |       |
| 9. März  | Hōshō Kurō                              | japanischer No-Schauspieler                                                                                    | 79    |       |
| 9. März  | Moritz von Kunowski                     | preußischer Generalmajor und Kommandeur der 50. Infanterie-Brigade (2. Großherzoglich Hessische)               | 85    |       |
| 9. März  | Wilhelm Meyer                           | deutscher klassischer Philologe, Mediävist und Bibliothekar                                                    | 71    |       |
| 9. März  | Octavius Pickard-Cambridge              | britischer Pastor und Zoologe                                                                                  | 88    |       |
| 10. März | Carl Hauser                             | deutscher Bäcker und Politiker (Zentrum), MdR                                                                  | 51    |       |
| 10. März | Johann Marggraff                        | Architekt und Inhaber eines Ateliers für Christliche Kunst; Gemeindebevollmächtigter des Münchner Magistrats   | 86    |       |
| 10. März | Fredericus van Rossum du Chattel        | niederländischer Landschaftsmaler und Radierer der Haager Schule                                               | 61    |       |
| 10. März | Thomas J. Selby                         | US-amerikanischer Politiker                                                                                    | 76    |       |
| 10. März | Hans Robert Vollmöller                  | deutscher Luftfahrtpionier                                                                                     | 28    |       |
| 11. März | Carl Frey                               | deutscher Kunsthistoriker                                                                                      | 59    |       |
| 11. März | Armand Mieg                             | bayrischer Offizier und Waffenkonstrukteur                                                                     | 82    |       |
| 11. März | Kaspar Moosbrugger                      | österreichischer Schriftsteller, Jurist und Sozialist und Parteigründer                                        | 87    |       |
| 11. März | Cyrus A. Sulloway                       | US-amerikanischer Politiker                                                                                    | 77    |       |
| 11. März | Paul Weizsäcker                         | deutscher Gymnasiallehrer, Klassischer Philologe und Archäologe                                                | 66    |       |
| 12. März | Anton Schrammel                         | österreichischer Politiker (Sozialdemokratische Arbeiterpartei), Gewerkschaftssekretär und Redakteur           | 62    |       |
| 13. März | Emil Milan                              | deutscher Theaterschauspieler, Rezitator und Regisseur                                                         | 57    |       |
| 13. März | Samuel Pasco                            | US-amerikanischer Senator von Florida                                                                          | 82    |       |
| 13. März | Julius Pentzlin                         | deutscher Lehrer und Rektor in Parchim und Teterow, danach Pastor in Bützow und Hagenow (dort auch Kirchenrat) | 79    |       |
| 13. März | Rudolf Veith                            | deutscher Schiffsmaschinenbauingenieur und Marine-Baubeamter                                                   | 70    |       |
| 14. März | Antonio Vanegas Arroyo                  | mexikanischer Verleger und Pionier in der Journalistik                                                         |       |       |
| 14. März | Fernand Labori                          | französischer Jurist, Journalist und Politiker                                                                 | 56    |       |
| 14. März | Luise Margareta von Preußen             | preußische Prinzessin, Mitglied der britischen Königsfamilie, Duchess of Connaught                             | 56    |       |
| 14. März | Zenas Ferry Moody                       | US-amerikanischer Politiker                                                                                    | 84    |       |
| 14. März | Reinhold Schraps                        | deutscher Jurist und Politiker, MdR                                                                            | 83    |       |
| 14. März | William F. Sheehan                      | US-amerikanischer Rechtsanwalt und Politiker                                                                   | 57    |       |
| 14. März | Robert Reinhold von Wirén               | Admiral der Kaiserlich-Russischen Marine                                                                       | 60    |       |
| 15. März | Louise Kellberg                         | deutsche Opernsängerin (Sopran)                                                                                |       |       |
| 15. März | Paul Puget                              | französischer Komponist                                                                                        | 68    |       |
| 15. März | Kristofer Randers                       | norwegischer Schriftsteller und Dichter                                                                        | 65    |       |
| 15. März | Sergei Wassiljewitsch Subatow           | russischer Kriminalpolizeibeamter                                                                              | 43    |       |
| 15. März | Heřman z Tardy                          | tschechischer reformierter Pfarrer und Oberkirchenrat                                                          | 84    |       |
| 16. März | Karl Heinrich Gisbert Gillhausen        | deutscher Bauingenieur, Industrie-Manager, Stadtverordneter                                                    | 60    |       |
| 16. März | Karl Michael Ludwig Hollensteiner       | deutscher evangelischer Geistlicher und Buchautor                                                              | 76    |       |
| 16. März | Timothy McCarthy                        | irischer Seemann und Antarktisreisender                                                                        | 28    |       |
| 17. März | Cæsar Peter Møller Boeck                | norwegischer Dermatologe                                                                                       | 71    |       |
| 17. März | Karl Brand                              | expressionistischer deutschsprachiger Prager Lyriker und Erzähler                                              | 21    |       |
| 17. März | Franz Brentano                          | deutscher Philosoph und Psychologe                                                                             | 79    |       |
| 17. März | Salo Cassirer                           | deutscher Industrieller                                                                                        | 69    |       |
| 17. März | James Alexander Porterfield Rynd        | irischer Schachspieler                                                                                         | 70    |       |
| 17. März | Carl Wiegand                            | deutscher Kunstturner                                                                                          | 39    |       |
| 18. März | Károly Ferenczy                         | ungarischer Maler                                                                                              | 55    |       |
| 18. März | Elisabeth Mann                          | Tante Thomas Manns                                                                                             | 78    |       |
| 19. März | Joseph Bautz                            | deutscher römisch-katholischer Priester und Theologe                                                           | 73    |       |
| 19. März | Ferdinand Dencker                       | deutscher Chronometermacher                                                                                    | 79    |       |
| 19. März | François Mocquard                       | französischer Zoologe und Herpetologe                                                                          | 82    |       |
| 19. März | Alois Sallatmeyer                       | österreichischer Baumeister und Architekt                                                                      | 67    |       |
| 19. März | Christian Schmidt                       | deutscher Fußballtorhüter                                                                                      | 28    |       |
| 19. März | Florian Werr                            | deutscher katholischer Pfarrer, Politiker und Publizist                                                        | 65    |       |
| 20. März | Roberto Morra di Lavriano               | italienischer General und Politiker                                                                            | 86    |       |
| 21. März | Alfred Einhorn                          | deutscher Chemiker                                                                                             | 61    |       |
| 22. März | Ernst Bosch                             | deutscher Maler der Düsseldorfer Malerschule (Realismus)                                                       | 82    |       |
| 22. März | Karl Bülbring                           | deutscher Anglist                                                                                              | 53    |       |
| 22. März | Angelika Hartmann                       | deutsche Pädagogin                                                                                             | 87    |       |
| 22. März | Karl Hermann von Heyden                 | preußischer Oberstleutnant, Kammerherr und Phaleristiker                                                       | 76    |       |
| 22. März | Petter Adolf Karsten                    | finnischer Mykologe und „Vater der finnischen Mykologie“                                                       | 83    |       |
| 22. März | Youngsun-gun                            | Vater des Königs Gojong                                                                                        | 46    |       |
| 23. März | Josef Forster                           | österreichischer Komponist                                                                                     | 79    |       |
| 23. März | Adolf von Guttenberg                    | österreichischer Forstwissenschaftler und Naturschützer                                                        | 77    |       |
| 23. März | Joseph Anton Friedrich August von Hövel | deutscher Politiker und Regierungspräsident                                                                    | 74    |       |
| 23. März | Max Ostenrieder                         | deutscher Architekt                                                                                            |       |       |
| 23. März | Louis Schmeisser                        | Waffenkonstrukteur                                                                                             | 69    |       |
| 24. März | John Noble Barlow                       | englischer Maler                                                                                               |       |       |
| 24. März | Charles Chaillé-Long                    | US-amerikanischer Offizier in der Ägyptischen Armee                                                            | 74    |       |
| 25. März | Carl Dörschlag                          | deutscher Maler, in Transsilvanien tätig                                                                       | 84    |       |
| 25. März | Eduard Hach                             | deutscher Verwaltungsjurist, Historiker, Archivar und Heimatforscher                                           | 75    |       |
| 25. März | Ulrich Kaufmann                         | Schweizer Bergführer                                                                                           | 76    |       |
| 25. März | Ludwig Lobmeyr                          | österreichischer Glasfabrikant                                                                                 | 87    |       |
| 25. März | Rachel McMillan                         | schottisch-britische Sozialreformerin                                                                          | 58    |       |
| 26. März | Anton Biester                           | deutsch-amerikanischer Porträtmaler und Landschaftsmaler der Klever und Düsseldorfer Schule                    | 79    |       |
| 26. März | Georg Froböß                            | deutscher evangelischer Geistlicher                                                                            | 62    |       |
| 26. März | Maria von Hanau und zu Hořowitz         | Tochter des Kurfürsten Friedrich Wilhelm I. von Hessen-Kassel                                                  | 77    |       |
| 26. März | Fritz von Harck                         | deutscher Kunsthistoriker, Kunstsammler und Mäzen                                                              | 61    |       |
| 26. März | Eduard Loewenthal                       | deutscher Schriftsteller und Journalist                                                                        | 81    |       |
| 26. März | Ferdinand Meyer                         | deutscher Genre- und Porträtmaler                                                                              | 84    |       |
| 26. März | Rudolf Reitler                          | österreichischer Arzt und Psychoanalytiker                                                                     | 52    |       |
| 27. März | Moses Jacob Ezekiel                     | US-amerikanischer Bildhauer                                                                                    | 72    |       |
| 27. März | Giuseppe Sommaruga                      | italienischer Architekt                                                                                        | 49    |       |
| 28. März | Albert Pinkham Ryder                    | US-amerikanischer Maler                                                                                        | 70    |       |
| 29. März | Alister Kirby                           | britischer Ruderer                                                                                             | 30    |       |
| 29. März | Maximilian von Prittwitz und Gaffron    | preußischer Generaloberst, Befehlshaber der 8. Armee an der Ostfront zu Beginn des Ersten Weltkriegs           | 68    |       |
| 29. März | Karl August Schember                    | österreichischer Industrieller                                                                                 | 78    |       |
| 29. März | Alberto Torres                          | brasilianischer Politiker, Journalist, Jurist und sozialer Denker                                              | 51    |       |
| 29. März | Hans Wilt                               | österreichischer Landschaftsmaler                                                                              | 50    |       |
| 30. März | Gottfried Asselmann                     | deutscher evangelischer Geistlicher und Heimatforscher                                                         | 65    |       |
| 30. März | Franz Gambs                             | deutscher Verwaltungsbeamter                                                                                   | 70    |       |
| 30. März | Hermann Habenicht                       | deutscher Kartograph                                                                                           | 73    |       |
| 30. März | Carl Schüddekopf                        | deutscher Germanist, Bibliothekar und Schriftsteller                                                           | 55    |       |
| 31. März | Emil von Behring                        | deutscher Bakteriologe und Serologe                                                                            | 63    |       |
| 31. März | Joseph Spiess                           | französischer Ingenieur und Pilot                                                                              | 78    |       |
| 31. März | Johann Gottfried Spießhofer             | deutscher Unternehmer                                                                                          | 63    |       |
|          | Georg Thies                             | deutscher Theaterschauspieler und -regisseur                                                                   | 49    |       |